# 身欠きニシン

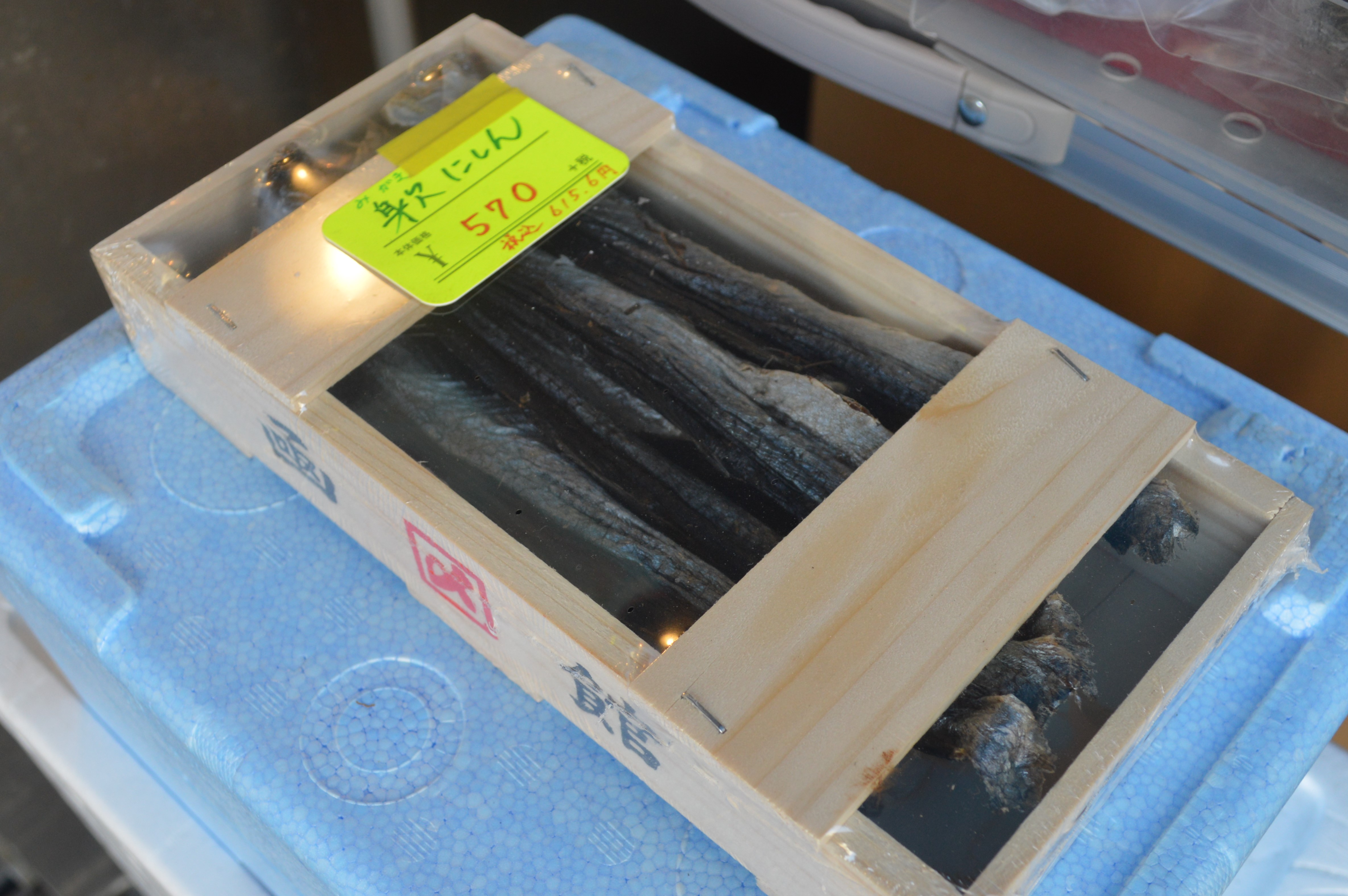
身欠きニシン

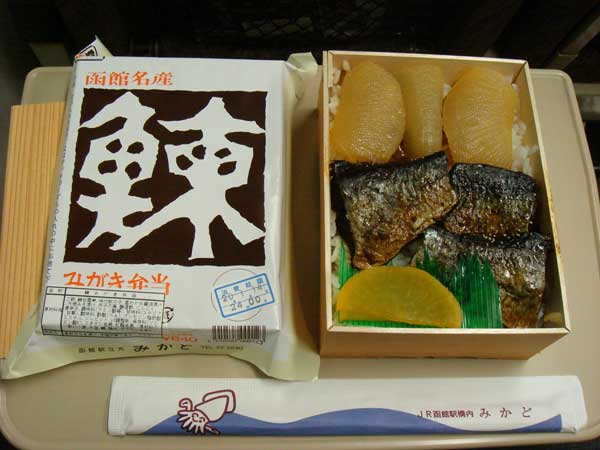
身欠きニシンの甘露煮を使用した駅弁（函館駅の鰊みがき弁当）

身欠きニシン（みがきニシン、みかきニシン、身欠き鰊）とは、ニシンの干物のことである。

## 概要
水揚げされたニシンは、生の状態では日持ちがしない。冷蔵技術が発達していない時代では、内臓や頭を取り除いて乾燥させるのが一番合理的な保存法だった。大量のニシンを日本各地に流通させるために、干物として加工されたものが身欠きニシンである。すでに享保2年（1717年）の『松前蝦夷記』に、ニシンの加工品として「丸干鯡」（ニシンを内臓も取らずそのまま干し上げたもの）、「数の子」、「白子」などとともに「鯡身欠」が記載されている。江戸時代中期の宝暦年間に描かれた「江差檜山屏風」にも、ニシンを指先でさばく女性と、さばいた鰊を干し棚にかける男性の姿が描かれている。

## 名称由来
「身欠き」とは加工の際ににしんの腹部の身を切り落とす＝身を欠くことから名づけられたと言われている。他にも、干すことで余計な水分が抜けてにしんの身が引き締まって骨から取り外しやすくなることから「身欠き」と名づけられたという説もある。「磨きにしん」という表記は誤りである。また、脂の少ないものが上物とされ「上干」という。

## 歴史
かつて北日本、特に北海道の日本海沿岸では、春になれば海が白子（精子）で海岸が白く染まるほどニシンが押し寄せ（群来）、漁獲されたニシンは浜に数尺の高さに敷き詰められ、人がその上を往来するほどだった。江戸時代からニシン漁で各地の漁村が栄え、ニシンで財をなした各地の網元の「鰊御殿」と呼ばれる豪邸が今も当時の栄華を伝える。水揚げされたニシンは番屋などで干物や鰊粕に加工され、内地に送られ（北前船を参照）保存に適したタンパク源として流通し、また、蝦夷地開拓の資金源となった。京都では身欠きニシンの煮物がおばんざいの定番となっているほか、日本各地で身欠きニシンの煮物や鰊漬けが伝統料理となっている。
天明3年（1783年）に北海道の江差を訪れた紀行家・平秩東作が著した旅行記『東遊記』には、ニシンの背肉は身欠き（身欠きにしん）と称して「下賤のもの」の食物となり、上方の煮売屋（総菜屋）が用いると紹介している。かつては安価で貧困層の食物だったが、後に漁獲高の減少からニシンが値上がりしたため、現在は高級食材となりつつある。

## 製造方法

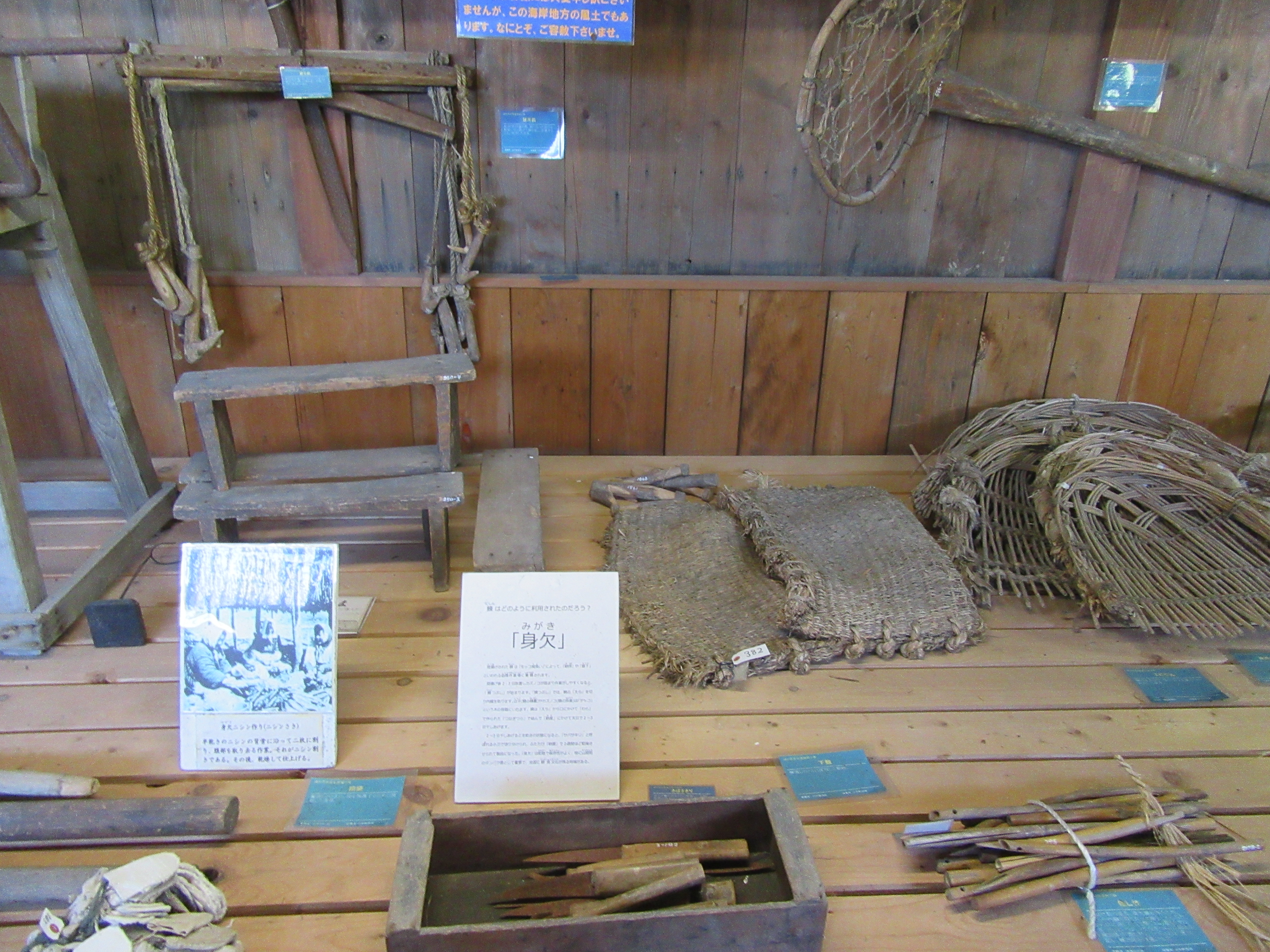
北海道留萌郡小平町の鰊御殿、「旧花田家番屋」に展示された身欠きにしん造りの道具。手前の小刀は、鰊割き用の「サバサキリ」、その背後の筵は、潰し手の女性が着物を汚さないように掛けたひざ掛け、左は潰し手の腰掛け、奥の天秤棒は、結束したニシン運搬用の「洗い鉤」

明治大正時代のニシン漁場では、ニシンをさばいて加工する作業を「鰊潰し」と呼んだ。身欠きにしんの製造は女性の仕事で、尻つなぎ（運搬係）の男性と共に2人一組で行うものだった。
まず、水揚げしたニシンをロウカと呼ばれる板倉に収蔵する。数日ほど経過し、ニシンの魚肉が軟化しカズノコが固まって処理しやすくなった頃合いに鰊つぶしが始まる。潰し手はロウカの板壁を外した前に一列になって座り、着物が汚れないようにガンピ（樺皮）を仕込んだ筵を膝の上に敷いたうえで作業にかかる。
まず潰し係はテックビ（指袋）をはめた手でニシンのえらぶたを開いて腹を裂き、内臓とカズノコ、白子を抜き取る。抜き取った内臓や白子、数の子は左右に置いたテッコ（木箱）に取り分ける。内臓を抜き取ったニシンがある程度溜まると、運搬係が藁縄で22か23匹ずつ結束し、鉤付きの天秤棒「洗い鉤」に吊って干場まで運搬する。この結束したニシンの束を「連」と呼び、50か51連で「1本」と呼ぶ。潰し手は食事の時間も惜しんで作業に没頭し、尻つなぎは臨機応変にニシンや白子、数の子を運搬し、ときには潰し手の口に飴玉を含ませるなど、両者の息が合わなければできない仕事だった。2人がかりで処理するニシンの量は、1日で8本（約9千匹）が目安とされた。熟練者は12本（1万2千匹）も処理した。賃金は1本いくらの請負で、昭和初期で30銭だった。
縄に繋いだニシンを2日ほど魚架（なや）に干し、尾びれが乾いて全体が生乾きになれば、サバサキリと呼ばれる薄刃の包丁で尾から頭に向けて開く。1人で一日100連処理するのが目安だった。鰊割き作業は請負仕事にすれば仕上がりが粗雑になるため、一日いくらの日雇いで支払われ、昭和初期で2円が相場だった。割いたニシンはさらに2週間ほど乾燥させ、背骨から背肉を引き抜いて完成させる。1尾から2本とれる身欠きにしん100本を樹皮で結わえたものを1束とし、24束を1梱にして秋田県、山形県、新潟県など東北、北陸方面に出荷する。ニシン潰しの際に出たカズノコは水にさらして血抜きした上で干し上げて食品として出荷し、白子や笹目（えら）、胴鰊（身欠きにしんを取った後の、背骨や頭部）は北陸方面に肥料として出荷する。
ニシン干場の土壌には大量のニシン油が滲み込んでいるため、漁期が済んだ春以降は畑として利用された。
現在では、よく洗ったニシンを機械干しし、加工しやすい程度に水分が落ちた時点で三枚におろし、再度送風による機械干しにする。1週間程度乾燥させたところで、頭などを落とし成形し、1か月程度倉庫で熟成させる。

## 利用
一般的に魚の干物は焼いて食されるが、身欠きニシンは米の研ぎ汁や米ぬかを溶いた水に漬けて戻した後、煮物や甘露煮などに加工して食べることが多い。ニシンを昆布で巻いて煮含めた鰊の昆布巻きは日本各地で広く食べられている。柔らかく煮含めた身欠きニシンを具としたにしんそばは京都や北陸、北海道西部の名物となっている。身欠きニシンを野菜と共に米麹で漬け込んだ鰊漬けは伝統漬物として知られる。北陸地方の食文化であるかぶら寿司は現在はブリを使用することが一般的であるが、かつては身欠きニシンを戻したものを使用していた。現在でも福井県敦賀市付近ではニシンのかぶら寿司が残っている。
美食家として知られる北大路魯山人も身欠きニシンを美食として認めている。魯山人が知人のガーデンパーティーにみずから煮含めた身欠きニシンを持ち込んだとき、それを食べた林屋晴三は、「単なるニシンが食になっていると言うか、柔らかくて、それまで味わったニシンがすべてかすんでしまうような出来栄えだった」と回想している。
にしんの生は煮ても焼いてもさほど美味くないが、これを一旦四つ裂きにしたのを乾物にし、それをまた水でもどしてやわらかくし、その上、料理したものは立派に美食として取り扱い得る力をもっている。にしんや棒だらを美味として食わないような美食家があるとしたら、それはにせものである。—北大路魯山人
一方、北海道や東北地方では酒の肴として、ニシンの半生干しに味噌を付けてそのまま食する食べ方もある。かつて身欠きにしんの産地だった北海道の漁村では、干場から盗み取った身欠きにしんとイタドリの茎、ヤマブドウの芽、塩を混合し、「ナレッパショッパ。ナレナイトカレナイ カレナイトナレナイ」（熟れ葉、塩葉。熟れないと食えない。食えないと熟れない）と囃しつつ搗き交ぜたものが、子どもの手軽なおやつだった。